# Eurydice longicornis
Eurydice longicornis is een pissebeddensoort uit de familie van de Cirolanidae. De wetenschappelijke naam van de soort is voor het eerst geldig gepubliceerd in 1883 door Studer.